# Кровные узы. Принцесса по крови
«Кровные узы. Принцесса по крови» — первая книга серии «Кровные узы», являющейся спин-оффом серии «Академия вампиров». Повествование ведётся от лица Сидни Сейдж, алхимика, помогавшего Розе в книгах «Кровавые обещания», «Оковы для призрака» и «Последняя жертва».
В США книга была выпущена 23 августа 2011[3]. В России релиз состоялся в мае 2012 года.

## Сюжет
После того, Сидни Сейдж помогла беглой дампирке Розе Хэзевей избежать моройского правосудия, её положение стало довольно шатким. Её карьера была поставлена под угрозу, её могли подвергнуть переобучению. Но однажды Сидни разбудили посреди ночи и дали ей последний шанс: надо притвориться старшей сестрой Джил Драгомир (незаконнорождённой сестры королевы Василисы) в частной школе города Палм-Спрингс, Калифорния и помогать Киту, алхимику, который также учился у её отца и которого она ненавидит, скрывать личность принцессы от тех, кто противостоит королеве. Это было необходимо из-за закона о семейном кворуме, из которого следовало, что если Джил умрёт и Василиса останется без семьи, она должна будет отречься от трона. Такие меры пришлось принять из-за нападения на Джил, которое было яростным и жестоким. Сидни, Джил, Эдди Кастиль (дампир) и Адриан отправились в Палм-Спрингс. Сидни и Джил поселились вместе, в то время, как Эдди стал делить комнату с Микой, который, как было сказано позже, напоминал ему умершего лучшего друга Мейсона из Академии им. Святого Владимира.
В первый же день в школе Джил отослали в общежитие, обвинив в утреннем похмелье. Когда Сидни днём навестила Адриана, он рассказал, что они с Джил связаны после нападения, повлёкшего за собой её смерть, но Адриан с помощью магии духа вернул её из мёртвых — теперь она поцелована тьмой. Поэтому она всегда знает, о чём думает Адриан и чувствует его похмелье каждое утро. С течением времени Сидни превосходит всех в школе, пока Джил заводит нескольких друзей и терпит приставания Лорел, из-за её увлечения Микой, который показывал интерес к Джил.
После встречи со старым мороем Кларенсом, поселившем Адриана у себя,, Джил влюбляется в его девятнадцатилетнего сына Ли. Ли берёт её в отряд игроков в мини-гольф, и Джил часто использует магию воды к ужасу Сидни, которую выводят из себя напоминания об убеждении алхимиков, что морои — неестественные порождения дьявола.
В школе Сидни сдруживается с парнем, который помогает в её классе истории. Tрей спрашивает Сидни о татуировке в виде лилии на её щеке, символе алхимиков. У многих в школе есть похожие татуировки, дающие эффекты, похожие на эффект от стероидов или марихуаны. Сидни рассказывает Киту, но тот отмахивается от её слов. Поговорив с друзьями, Сидни узнаёт, что татуировки делают в заведении, называемом «Невермор» и находит флаконы с моройскими кровью и слюной, связанные с медью и серебром. Навещая Адриана, Сидни замечает следы от иглы на шее Кларенса и догадывается, что «Невермор» снабжается Китом. Таким образом, она способствует его удалению из алхимиков.
Джил участвует в показе мод от местного бутика, и после шоу Адриан с Сидни вступают в спор из-за того, что она оплатила ему классы в колледже без ведома самого Адриана. Сидни беспокоилась, что он бросит колледж, не дожидаясь следующего семестра, но видя, как их перепалка расстраивает Джил, она решает поехать в дом Кита, оставив Ли довезти Джил до школы.
В то время как Сидни разбирает вещи Кита, Ли выдаёт себя, и она узнаёт, что он был стригоем, но его вернул обратно в моройское состояние пользователь духа. Поэтому Ли стареет медленнее и не может пользоваться магией. Он желал стать стригоем обратно, но это было невозможно, и он стал причиной всех таинственных смертей в Палм-Спирингсе, включая смерть его кузины. Адриан неожиданно появляется в доме Кита, но они с Сидни оба оказались связаны и Ли попросил своих друзей-стригоев прийти, используя Сидни с Адрианом в качестве платы за то, чтобы его обратили снова. Когда стригой явился и попробовал сделать Ли одним из них, тот умер вместо превращения, затем Сидни, Адриан и два стригоя вступили в драку. Один из стригоев намеревался пить кровь Сидни, но не смог, потому что она оказалась отвратительной, а вкус ужасным для него, но он смог пить Адриана. Сидни использовала огненный амулет, который она создала по прихоти её преподавательницы истории миссис Тервиллигер, чтобы отвлечь стригоя. Сразу после этого пришли Эдди и Джил и с помощью её магии воды он убил обоих стригоев.
После столкновения один из алхимиков предлагает Сидни поселиться в квартире Кита, но, зная желания Адриана, вместо этого она просит отдать ему квартиру в обмен на его помощь в исследованиях пользователей духа и стригоев, а также того, почему возвращённые не могут быть обращены снова. Взамен Сидни просит её собственную комнату в кампусе, позволяющую ей продолжать присматривать за Джил. Вернувшись в школу, Сидни конфликтует с преподавательницей по поводу амулета, и та признаётся, что всё это время знала правду о вампирах и об алхимиках. Она считает, что Сидни обладает природными способностями к магии, и это дало амулету силу.
Эйб Мазур, отец Розы, приезжает с новой соседкой Джил по комнате — дампиркой по имени Ангелина, с которой Сидни встретилась, будучи в бегах с Розой в прошлом году. Адриан понимает, что Эйб внимательно присматривал за Палм-Спрингс из-за «Невермора» — и что сам он, вероятно, тоже торговал вампирской кровью. Эйб, в ответ, открывает Адриану, что Сидни была вынуждена подчиняться его командам потому что она была ему обязана за нападение на Кита, оставившее ему стеклянный глаз — возмездие за изнасилование сестры.

## Персонажи
- Сидни Сейдж — алхимик и центральный персонаж в серии книг «Кровные узы»
- Адриан Ивашков — морой королевской крови, пользователь магии духа, был парнем Розы
- Джил Мастрано — сводная сестра Василисы Драгомир и пользователь магии воды, связана с Адрианом
- Эдди Кастиль — страж Джил
- Ли Донахью — сын Кларенса Донахью
- Кит Дарнелл — алхимик Палм-Спрингса, отвечающий за контроль Сидни.
- Мика Валленс — одноклассник Джил в Амбервуде
- Эйб Мазур — отец Розы Хэзевей
- Лорел — соперница Джил
- Кларенс Донахью — морой из Палм-Спрингса

## Критика
Критика встретила «Кровные узы. Принцесса по крови» благосклонно, например, UT San Diego написал, что книга «выделяется из переполненного вампирского жанра, потому что она не сконцентрировала на любви вампира и человека».